# Marathon van Berlijn 1976
De marathon van Berlijn 1976 werd gelopen op zondag 26 september 1976. Het was de derde editie van de marathon van Berlijn. Van de 397 ingeschreven marathonlopers werden er 320 aan de finish geregistreerd. In totaal finishten er 15 vrouwen. De Duitse atleet Ingo Sensburg zegevierde bij de mannen in 2:23.08. Zijn landgenote Ursula Blaschke was het sterkst bij de vrouwen in 3:04.12.

## Uitslagen

### Mannen
| rang   | naam          | land | tijd    |
| ------ | ------------- | ---- | ------- |
| Goud   | Ingo Sensburg | GER  | 2:23.08 |
| Zilver | Wolfram Weber | GER  | 2:24.59 |
| Brons  | Michael Weiß  | GER  | 2:26.27 |

### Vrouwen
| rang   | naam            | land | tijd    |
| ------ | --------------- | ---- | ------- |
| Goud   | Ursula Blaschke | GER  | 3:04.12 |
| Zilver | Jutta von Haase | GER  | 3:05.19 |
| Brons  | Siegrid Sucker  | GER  | 3:18.33 |

1974 ·
1975 ·
1976 ·
1977 ·
1978 ·
1979 ·
1980 ·
1981 ·
1982 ·
1983 ·
1984 ·
1985 ·
1986 ·
1987 ·
1988 ·
1989 ·
1990 ·
1991 ·
1992 ·
1993 ·
1994 ·
1995 ·
1996 ·
1997 ·
1998 ·
1999 ·
2000 ·
2001 ·
2002 ·
2003 ·
2004 ·
2005 ·
2006 ·
2007 ·
2008 ·
2009 ·
2010 ·
2011 ·
2012 ·
2013 ·
2014 ·
2015 ·
2016 ·
2017 ·
2018